# Pertica Alta
Pertica Alta là một đô thị thuộc tỉnh Brescia trong vùng Lombardia ở Ý. Đô thị này có diện tích 20 km², dân số 608 người.
Đô thị này giáp với các đô thị sau: Casto, Collio, Lodrino, Marmentino, Mura, Pertica Bassa, Vestone.

## Biến động dân số
| 1861 | 1871 | 1881 | 1891 | 1901 | 1921 | 1931 |
| ---- | ---- | ---- | ---- | ---- | ---- | ---- |
| 965  | 995  | 1059 | 1042 | 1000 | 1009 | 1001 |

| 1936 | 1951 | 1961 | 1971 | 1981 | 1991 | 2001 |
| ---- | ---- | ---- | ---- | ---- | ---- | ---- |
| 989  | 962  | 883  | 777  | 706  | 596  | 608  |